# Не шуршать!
«Не шуршать!» — советский мультфильм, выпущенный в 1984 году киностудией Беларусьфильм.

## Сюжет
Мультфильм для самых маленьких о забавных шуршатах, живущих среди упавших осенних листьев. Эта история случилась на территории одного городского парка, когда дворник подметал дороги.

## Съёмочная группа
| Режиссёр-постановщик    | Татьяна Житковская                                             |
| Автор сценария          | Ю. Савин                                                       |
| Оператор-постановщик    | Михаил Комов                                                   |
| Художник-постановщик    | А. Матюшевская                                                 |
| Художник-мультипликатор | Анна Лысятова, В. Бакунович, Сергей Кишов                      |
| Композитор              | Евгений Крылатов                                               |
| Ассистент режиссёра     | Л. Лукашенко                                                   |
| Ассистент художника     | Т. Михалюта                                                    |
| Роли озвучивали         | Юрий Ступаков, Г. Сичкарь, Вера Кавалерова, Регина Домбровская |
| Звукооператор           | Б. Шангин                                                      |
| Редактор                | Олег Белоусов                                                  |
| Директор                | Леонарда Зубенко                                               |

## Награды
- 1985 — 18 Всесоюзный кинофестиваль в Минске — Диплом за оригинальное решение современной сказки[1]